# Manuel González (strzelec)
Manuel González (ur. 2 września 1934) – kolumbijski strzelec, olimpijczyk.
Uczestnik Letnich Igrzysk Olimpijskich 1972, na których wystartował wyłącznie w skeecie. Zajął 43. miejsce wśród 63 startujących zawodników.
Osiągnął 8. pozycję podczas Mistrzostw Ameryki 1973 (193 punkty).

## Wyniki

### Igrzyska olimpijskie
| Igrzyska       | Konkurencja | Wynik    | Miejsce | Źródło |
| -------------- | ----------- | -------- | ------- | ------ |
| Monachium 1972 | Skeet       | 182 pkt. | 43      | [ 1 ]  |